# Fran Tućan
Fran Tućan (Divuša, 1878. szeptember 26. – Zágráb, 1954. július 22.), horvát mineralógus, petrográfus, egyetemi tanár, akadémikus, író, költő, a Matica hrvatska elnöke.

## Élete
Az általános iskolát szülőfalujában, Divušán végezte. A középiskola elvégzése után a Zágrábi Egyetem Filozófiai Karán természettudományokat tanult. 1905-ben doktorált tudományos példaképe, Mijo Kišpatić professzor irányítása alatt, a „Pegmatiti u kristaličinom kamenju Moslavačke gore” (Pegmatitás a moslavačka gorai kristálykövekben) című disszertációjával. Ugyanebben az évben a zágrábi Nemzeti Múzeum Ásvány- és Kőzettani Osztályának kurátora lett. Kišpatić professzor 1918-as nyugdíjba vonulása után a Zágrábi Egyetem Filozófiai Karának tanára lett, ahol kőzettannal kapcsolatos tárgyakat tanított. A következő évben rendes tanári kinevezést kapott. Horvátország oktatási és vallásügyi biztosává nevezték ki. 1930-ban a Jugoszláv Tudományos és Művészeti Akadémia állandó tagjává választották. A második világháború idején, 1942-től 1945-ig nyugdíjazták és fogolytáborban tartották fogva. A háború után visszatért az egyetemre, és az újonnan alapított zágrábi Természettudományi és Matematikai Kar első dékánja lett.

## Munkássága

### Természettudósként
Pályája nagy részét a bauxit, a mészkő és a terra rossa tanulmányozásának szentelte. Terra rossa kutatásai alapján felvázolta az eredetére vonatkozó elméletét. Ezen elmélet szerint a terra rossa a karbonátos kőzetek oldhatatlan maradéka, a bauxit pedig fosszilis vörös ásvány. Horvátország mészköveit és dolomitjait is kutatta. Kutatásait a „Die Kalk-steino und Dolomite des Kroat” című könyvben publikálta. A „Karstgebietes” című műve 1911-ben jelent meg. 1915-től 1919-ig, valamint 1945-től 1954-ben bekövetkezett haláláig a „Priroda” című folyóiratot szerkesztette. Több mint 60 tudományos és 80 népszerű tudományos dolgozatot, hat középiskolai és két egyetemi tankönyvet írt.

### Irodalmi munkássága
Ő a szerzője a „Pobratim” folyóiratban 1898-ban megjelent „Na Uni” című versnek és a „Sa sela” című novellagyűjteménynek is, amelyet F. Borivoj álnéven adott ki. Alkalmi cikkeket, útleírásokat, szépirodalmi és színházi ismertetőket is írt.

## Főbb művei

### Könyvek és kiadványok
- Pegmatit u kristaliničnom kamenju Moslavačke gore (1904.), disszertáció
- Naše kamenje (1907.)
- Naše rudno blago (1919.)
- Po Makedoniji (1921.)
- Opća mineralogija (1928.)
- Specijalna mineralogija (1930.)
- Po našem jugu (1931.)
- Među mineralima i stijenama: sa 80 slika u tekstu (1934.)
- Slovenska u jugoslavenska svijest kod Hrvata (1936.)
- Rudno blago Jugoslavije (1938.)
- Mineralogija geologija : za VII. razred srednjih škola (1941.)
- Fosilni ugljen (1946.)
- Prinos poznavanju mineraloško-petrografskih prilika jugoistočne Makedonije (1949.)

### Fontosabb tudományos cikkei
- Koloidi u rudstvu (1912.)
- Beitrage zur petrographischen Kenntnis der Fruška gora in Kroatien u Glasniku hrvatskog prirodoslovnog društva (1914.)
- Mineralosko-petrografska proučavanja u kristalastom masivu između Prilepa i Kajmakčalana u Glasniku Skopskog naučnog društva (1926.)
- O lilčkim boksitima (1. boksit od Skočaja, 2. boksit od Vraca, 3. boksit od Rudopolja, 4. boksit od Teslića kod Rudenice, 5. boksit od Grgina brijega, 6. boksit iz Mazina) u Rudarsko topioničkom vesniku (1936.)
- Nekoliko pogleda na postanak i starost serpentinskih stijena u Jugoslaviji u Hrvatskog geografskom glasniku (1939.)
- Prinos poznavanju mineraloško-petrografskih prilika jugoistočne Makedonije u Radu Jugoslavenske akademije (1949.)

## Tisztségek és tagságok
- A Horvát Természettudományi Társaság elnöke
- A Matica hrvatska elnöke
- A Jugoszláv Tudományos és Művészeti Akadémia tagja
- A Cseh Ásványtani Társaság tagja
- A Francia Ásványtani Társaság tagja

## Emlékezete
- Tudományos közreműködésének köszönhetően Miroslav Karsulin professzor róla nevezte el a tukanit nevű ásványt.
- A Horvát Köztársaság Tudományos Bizottsága 1987 óta ítéli oda a Fran Tućan-díjat a tudomány népszerűsítéséért.[2]

## Fordítás
Ez a szócikk részben vagy egészben  a   Fran Tućan című horvát Wikipédia-szócikk ezen változatának fordításán alapul.  Az eredeti cikk szerkesztőit annak laptörténete sorolja fel. Ez a jelzés csupán a megfogalmazás eredetét és a szerzői jogokat jelzi, nem szolgál a cikkben szereplő információk forrásmegjelöléseként.